# Ajdin Mahmutović
Ajdin Mahmutović (* 6. April 1986 in Doboj, SFR Jugoslawien) ist ein bosnischer Fußballspieler.

## Karriere

### Verein
Mahmutović begann seine Karriere bei NK Čelik Zenica. Im Sommer 2007 wurde der Stürmer vom tschechischen Erstligisten FK Teplice verpflichtet und umgehend an den Zweitligisten FK Ústí nad Labem ausgeliehen. In Ústí nad Labem schoss Mahmutović sechs Tore in 16 Ligaspielen und kehrte im Sommer 2008 nach Teplice zurück, wo er gegen Ende der Hinrunde regelmäßig zur Startaufstellung gehörte. Sein erstes Tor in der Gambrinus Liga erzielte der bosnische Angreifer am 19. Oktober 2008 bei der 2:3-Niederlage seiner Mannschaft gegen den FK Mladá Boleslav.

### Nationalmannschaft
Mahmutović spielte in der bosnisch-herzegowinischen U-21-Nationalmannschaft.

## Erfolge
- Tschechischer Meister 2016 mit Viktoria Pilsen